# Asz-Szálih Háddzsi egyiptomi szultán
Asz-Szálih Háddzsi, később al-Manszúr Háddzsi, trónra lépése előtt Szaláh ad-Dín Háddzsi ibn al-Asraf Saabán (1372 k. – Egyiptom, Kairó, 1412. február 4.) al-Asraf Saabán fia, az egyiptomi bahri mamlúkok huszonötödik, utolsó szultánja, egyben az 1382-ig uralkodó kalávúnida dinasztia tizenhatodik tagja volt (uralkodott először 1381. május 21-től 1382. november 27-ig, majd 1389. június 2-től 1390. február 1-jéig). Teljes titulusa eleinte al-Malik asz-Szálih, („a jó/erényes király”), majd második trónszerzésétől kezdve al-Malik al-Manszúr („az [Isten által] megsegített király”).

## Életútja
Háddzsi nála két évvel idősebb, váratlanul elhunyt bátyját, al-Manszúr Alit követte a trónon, tíz esztendős korában. Helyette is az államot 1380-tól egyedül irányító atabég, a cserkesz Barkúk al-Jalbugávi uralkodott, aki csak a többi előkelőség ellenállása miatt nem vehette át azonnal a hatalmat. Így másfél évnyi korteskedés után mondatta csak le Háddzsit 1382 novemberében, miután nagyszámú saját mamlúkot vásárolt és telepített a fellegvárba.
Barkúk uralma azonban nem volt stabil, és 1389 elején az Aleppót kormányzó Jalbuga an-Násziri és a Malatyai Mintas fellázította ellene Szíriát, és Egyiptomra törtek. Barkúk kénytelen volt lemondani, ekkor újra Háddzsit tették trónra, ezúttal a kifejező al-Manszúr címmel. A helyette kormányzó Mintás és Jalbuga között már augusztus folyamán villongás tört ki, ami Mintás győzelmével végződött: a hajdani malatyai emír megkapta az atabégi (hadfőparancsnoki) címet. Eközben a jordániai al-Karakba száműzött Barkúk számos támogatót gyűjtött maga mellé, akikkel Sakhabnál legyőzte Mintás seregét 1390 januárjában, majd bevonult Kairóba, ahol februárban ismét átvette Háddzsitól a trónt.
A hajdani szultán élete hátralevő részét rangjának megfelelő körülmények között élte le a kairói fellegvárban, és jóval Barkúk halála után, 1412-ben hunyt el. (Sorstársa volt unokatestvére, al-Manszúr Muhammad, aki az 1361–63 között viselte a szultáni címet, és 1398-as haláláig élvezte a citadella vendégszeretetét.) Háddzsiról feljegyezték, hogy gyakran részegeskedett, nem egyszer tiszteletlenül szólva a szultánhoz, aki csak mosolygott ezen és másnapos bocsánatkérésein. A hajdani szultán később szadista hajlamainak kiélésében lelte örömét: rendszeresen verte rabszolganőit, és amikor Barkúk emiatt megdorgálta, a házi zenekarával igyekezett elfedni a sikoltozást.